# Der kleine Bruder (Roman)

Cover von Der kleine Bruder

Der kleine Bruder ist ein Roman von Sven Regener. Er erschien erstmals 2008 im Eichborn Verlag und bildet das erzählerische Mittelstück der Trilogie über Frank Lehmann alias „Herr Lehmann“. In der Veröffentlichungsreihenfolge ist er gleichzeitig der letzte der drei Romane.
Der kleine Bruder schließt inhaltlich direkt an den Vorgängerroman Neue Vahr Süd (2004) an: Frank Lehmann hatte seine Wehrdienst-Zeit hinter sich gebracht und Bremen Ende 1980 mit einem Freund in Richtung Berlin verlassen. Mit der Autofahrt nach West-Berlin endet der vorige Roman und beginnt die Fortsetzung. Das Buch erzählt von Frank Lehmanns Ankunft in Berlin, der
Suche nach seinem älteren Bruder und seinen ersten Kontakten mit der hiesigen Hausbesetzer- und Künstlerszene. Herr Lehmann (2001), der chronologische Nachfolger und der letzte, explizit um die Figur des Frank Lehmann kreisende Roman, beschreibt das Leben Lehmanns in Berlin-Kreuzberg kurz vor der Wende 1989.
Im November 2008 erschien eine über fünfstündige, vom Autor eingesprochene Hörbuch-Fassung des Romans im tacheles!-Verlag. Unter dem Namen Die Lehmann Trilogie veröffentlichte der Eichborn Verlag im August 2009 Der kleine Bruder und die beiden zuvor erschienenen Lehmann-Romane als dreibändige, gebundene Sonderausgabe.

## Inhalt
Der zeitliche Rahmen des Romans erstreckt sich vom 12. bis 14. November 1980 über etwa 46 Stunden. Frank Lehmann, der gerade in Bremen die Entlassung aus seinem Wehrdienst durch einen drogeninduzierten Zusammenbruch herbeigeführt hat, fährt mit seinem Mitbewohner Wolli nach Berlin, um dort seinen großen Bruder Manfred (alias Manni, alias Freddie) zu besuchen, der sich dort seit Jahren als Künstler durchschlägt. Freddie, den Frank Lehmann wegen dessen unbezahlter Telefonrechnungen nicht erreichen und über seine Anreise informieren konnte, ist seit Tagen verschwunden und seine Mitbewohner geben an, nicht zu wissen, wo er sei. Auf der Suche nach seinem Bruder, dem spannungsbildenden Element der Gesamthandlung, lernt der junge Frank Lehmann eine Nische des Berliner Underground Anfang der 1980er Jahre kennen und bewegt sich in dem nur wenige Straßenzüge umfassenden Mikrokosmos der Hausbesetzer, Punks und Künstler.
Auf Franks nächtlichen Streifzügen durch die Szenelokale mit Karl, einem Mitbewohner von Freddie, mit dem er sich anfreundet, begegnen ihm immer wieder dieselben Menschen und gegen Ende des Romans hat sich Frank von seinem großen Bruder bereits emanzipiert, mit dem Job in der Kneipe „Einfall“ einen neuen Lebensentwurf und ein WG-Zimmer über dieser Kneipe. Tagsüber versucht er, die Anrufe der um Manfred besorgten Mutter abzuwimmeln, und lässt sich dadurch zugleich unter Druck setzen, seinen Bruder zu suchen. Um ihn zu finden, muss er sich schließlich aus Kreuzberg hinausbegeben und sich in einer feindlichen Umwelt behaupten, ein Zeichen, dass er nicht mehr „der kleine Bruder“ ist, sondern ein gereifterer Charakter. Hier lässt sich die Entwicklung vom unbedarften Heranwachsenden „Frankie“ des Vorgängerromans zur eigenständigen Type des Nachfolgerromans als „Herr Lehmann“ nachvollziehen.

## Form
Wie auch die beiden anderen Romane Neue Vahr Süd und Herr Lehmann ist auch Der kleine Bruder im personalen Erzählstil gehalten. Die Beschreibung der Gedanken des Helden zieht sich häufig sehr lange hin, teilweise über mehr als eine Seite, ohne einen Abschluss zu finden. Als stilistisches Mittel zur Verdichtung der Atmosphäre dient ferner die ausführliche Gesprächswiedergabe, mit der eine Kommunikationsstruktur angedeutet werden soll, wie sie u. a. in der damaligen Hausbesetzungs- und Wohngemeinschaftsszene üblich war.

## Rezeption
Maike Albath von der Frankfurter Rundschau bezeichnete Regners Roman als „ziemlich witzige Ethno-Typologie der Einwohner der Mauerstadt“ und attestierte dem Autor ein „gutes Gefühl für Rhythmus“. Laut taz-Rezensent Dirk Knipphals lieferte Der kleine Bruder „viele weitere hochkomische und versteckt auch ein klein wenig sentimentalische Herr-Lehmann-Szenen“, sei aber „keineswegs der stärkste Roman der Trilogie“, da er unter anderem eine „so gelungene Projektionsfigur wie die schöne Köchin aus ‚Herr Lehmann‘“ vermissen lasse und die Suche nach dem älteren Bruder „auf die Dauer bemüht wirkt“. Die Dialoge des Buches bezeichnete Ursula März als „eindeutig Regeners Stärke“ und sagte voraus, dass „der Leser höchst amüsiert in Lehmanns Bann“ gezogen werde.

## Bühnenadaptionen
Mit Studierenden der Ernst-Busch-Schauspielschule in Berlin realisierte Leander Haußmann 2009 eine Bühnenfassung des Romans: Der Film- und Theaterregisseur zeichnete bereits 2003 für die Verfilmung von Regeners Debütroman Herr Lehmann verantwortlich und „richtete“ das Stück in Zusammenarbeit mit Sven Regener „szenisch her“. Die erste Aufführung – man vermied bewusst die Ausdrücke „Premiere“ oder „Uraufführung“ – fand am 17. Dezember 2009 im Studiotheater der Schauspielschule statt.
Milan Peschel inszenierte Sven Regeners Der kleine Bruder für das Berliner Maxim Gorki Theater. Das Stück wurde am 1. April 2012 uraufgeführt und zeigte Paul Schröder in der Rolle des Frank Lehmann. Zwischen den Szenen steuerte die Frankfurter Liedermacherin und Musikerin Maike Rosa Vogel musikalische Live-Einlagen bei.

### Textausgabe
- Der kleine Bruder. Roman. Eichborn, Frankfurt am Main 2008, ISBN 978-3-8218-0744-7
  - als Taschenbuch: Goldmann, München 2010, ISBN 978-3-442-47031-0

### Hörbuch
- Der kleine Bruder, gelesen von Sven Regener, 2008, Verlag tacheles!/Roof Music, ISBN 978-3-938781-79-1